# Juneau (Wisconsin)
Juneau – miasto w Stanach Zjednoczonych, w stanie Wisconsin, siedziba administracyjna hrabstwa Dodge.